# Rotation vectorielle

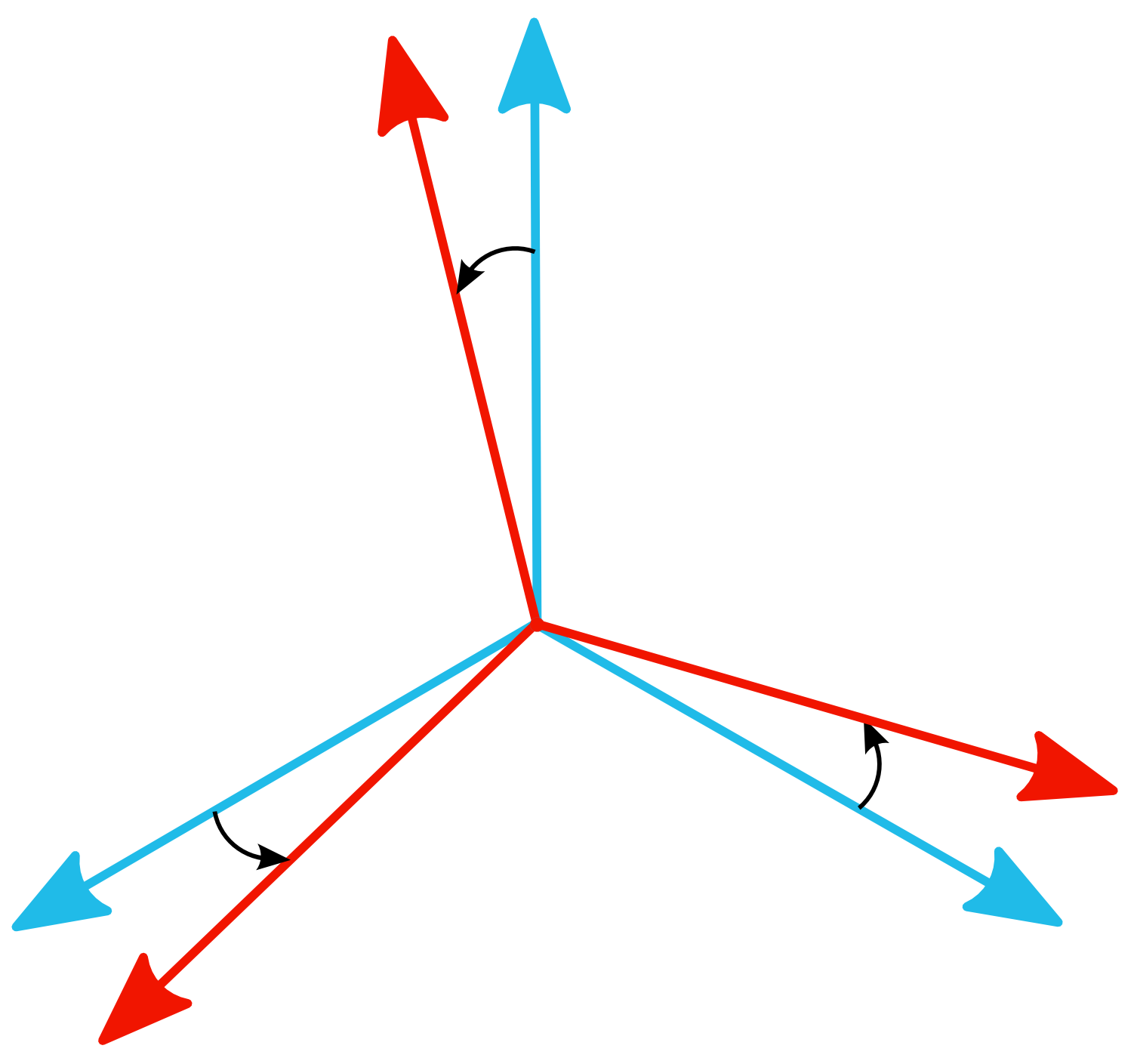
Rotation vectorielle

Soit E un espace vectoriel euclidien. Une rotation vectorielle de E est un élément du groupe spécial orthogonal SO(E). Si on choisit une base orthonormée de E, sa matrice dans cette base est orthogonale directe.

## Rotation vectorielle plane

### Écriture matricielle
Dans le plan vectoriel euclidien orienté, une rotation vectorielle est simplement définie par son angle {\displaystyle \varphi \,}. Sa matrice dans une base orthonormée directe est :
Autrement dit, un vecteur {\displaystyle {\vec {U}}} de composantes {\displaystyle (x,y)} a pour image le vecteur {\displaystyle {\vec {V}}} de composantes {\displaystyle (x',y')} que l'on peut calculer avec l'égalité matricielle :
c'est-à-dire que l'on a :
et

### Exemple
Si par exemple {\displaystyle \cos \varphi =0{,}8} et {\displaystyle \sin \varphi =0{,}6}, {\displaystyle \varphi } désigne un des angles du triangle rectangle de côtés 3, 4 et 5. On peut multiplier les exemples fournissant des matrices à coefficients rationnels en utilisant à chaque fois un triplet pythagoricien.

### Écriture complexe
Ceci peut être rapproché de la formule suivante, écrite avec des nombres complexes :
ou encore :

### Sens de rotation
Lorsque {\displaystyle \varphi } est compris entre {\displaystyle 0} et {\displaystyle \pi } et si le plan est orienté de façon usuelle, la rotation se fait dans le sens trigonométrique (ou « sens inverse des aiguilles d'une montre » ). On dit que la rotation est sénestre. Si {\displaystyle \varphi } est compris entre {\displaystyle -\pi } et {\displaystyle 0}, la rotation se fait dans le sens des aiguilles d'une montre. Elle est dite dextre.

### Composition
La composée de deux rotations vectorielles est une rotation vectorielle dont l'angle est la somme des angles des deux rotations, ce qu'on traduit en disant que le groupe des rotations vectorielles est isomorphe au groupe {\displaystyle (\mathbb {R} /2\pi \mathbb {Z} ,+)}.

### Rotations et angles
Dans la construction axiomatique de la géométrie reposant sur l'algèbre linéaire, c'est la définition des rotations planes qui permet de définir la notion d'angle   (voir aussi l'article Angle).

## Rotation vectorielle dans l'espace de dimension 3

### Écriture matricielle
Dans l'espace euclidien orienté de dimension 3, une rotation vectorielle est définie par :
- un vecteur unitaire {\displaystyle {\vec {N}}}, qui détermine son axe : la droite des vecteurs invariants par cette rotation vectorielle est engendrée et orientée par ce vecteur ;
- son angle {\displaystyle \varphi \,}, celui de la rotation vectorielle plane associée, restriction de cette rotation au plan {\displaystyle \mathbf {\Pi } \,} orthogonal à l'axe.

L'orientation de ce plan est déterminée par le choix de l'orientation de l'axe. Les couples {\displaystyle ({\vec {N}},\varphi )} et {\displaystyle (-{\vec {N}},-\varphi )} représentent donc la même rotation de l'espace.
Nous noterons {\displaystyle \left(n_{x},n_{y},n_{z}\right)} les coordonnées du vecteur unitaire {\displaystyle {\vec {N}}} dans une base orthonormée directe {\displaystyle ({\vec {i}},{\vec {j}},{\vec {k}})\,} fixée :
Soit {\displaystyle {\vec {U}}} un vecteur quelconque. Notons {\displaystyle {\vec {V}}} son image par la rotation {\displaystyle ({\vec {N}},\varphi )}.

#### Cas particulier simple
Commençons par l'étude du cas particulier {\displaystyle {\vec {N}}={\vec {k}}}.
Le plan {\displaystyle \mathbf {\Pi } \,} est alors le plan engendré par les vecteurs {\displaystyle {\vec {i}}} et {\displaystyle {\vec {j}}}. Le vecteur {\displaystyle {\vec {U}}} se décompose en un vecteur {\displaystyle z{\vec {k}}} colinéaire à {\displaystyle {\vec {N}}} qui est invariant par la rotation, et un vecteur {\displaystyle x{\vec {i}}+y{\vec {j}}} qui subit une rotation d'angle {\displaystyle \varphi } dans le plan {\displaystyle \mathbf {\Pi } }, et l'on peut appliquer à {\displaystyle x{\vec {i}}+y{\vec {j}}} les formules établies dans le cas des rotations vectorielles planes. On peut donc écrire :
ce qui peut s'écrire sous la forme synthétique :
| {\displaystyle {\begin{pmatrix}x'\\y'\\z'\end{pmatrix}}={\begin{pmatrix}\cos \varphi &-\sin \varphi &0\\\sin \varphi &\cos \varphi &0\\0&0&1\end{pmatrix}}{\begin{pmatrix}x\\y\\z\end{pmatrix}}} |

#### Cas général
Si le vecteur unitaire {\displaystyle {\vec {N}}} est quelconque par rapport à la base orthonormée directe {\displaystyle ({\vec {i}},{\vec {j}},{\vec {k}})\,} qui sert à exprimer les composantes, le raisonnement est plus délicat.
Le vecteur {\displaystyle {\vec {U}}} se décompose en la somme de {\displaystyle ({\vec {U}}\cdot {\vec {N}}){\vec {N}}}, colinéaire à {\displaystyle {\vec {N}}} et invariant par la rotation, et de {\displaystyle {\vec {W}}={\vec {U}}-({\vec {U}}\cdot {\vec {N}}){\vec {N}}}, élément de {\displaystyle \mathbf {\Pi } \,} et qui va subir une rotation dans ce plan. Le vecteur directement orthogonal à {\displaystyle {\vec {W}}} dans le plan et de même norme est {\displaystyle {\vec {N}}\wedge {\vec {W}}}, de sorte que l'image de {\displaystyle {\vec {W}}} dans la rotation d'angle {\displaystyle \varphi } est {\displaystyle (\cos \varphi ){\vec {W}}+(\sin \varphi ){\vec {N}}\wedge {\vec {W}}}.
Finalement, l'image de {\displaystyle {\vec {U}}} par la rotation vaut :
{\displaystyle {\vec {V}}=({\vec {U}}\cdot {\vec {N}}){\vec {N}}+(\cos \varphi ){\vec {W}}+(\sin \varphi ){\vec {N}}\wedge {\vec {W}}}
et si on remplace {\displaystyle {\vec {W}}} par sa valeur {\displaystyle {\vec {U}}-({\vec {U}}\cdot {\vec {N}}){\vec {N}}}, on obtient :
{\displaystyle {\vec {V}}=({\vec {U}}\cdot {\vec {N}}){\vec {N}}+(\cos \varphi )({\vec {U}}-({\vec {U}}\cdot {\vec {N}}){\vec {N}})+(\sin \varphi ){\vec {N}}\wedge {\vec {U}}}
d'où finalement la formule de rotation de Rodrigues  :
| {\displaystyle {\vec {V}}=(\cos \varphi )\ {\vec {U}}+(1-\cos \varphi )({\vec {U}}\cdot {\vec {N}})\ {\vec {N}}+(\sin \varphi )\,\,\left({\vec {N}}\wedge {\vec {U}}\right)} |

La formule encadrée ci-dessus donne l'expression vectorielle de l'image {\displaystyle {\vec {V}}} d'un vecteur {\displaystyle {\vec {U}}} quelconque, par la rotation {\displaystyle ({\vec {N}},\varphi )}.
On peut présenter le même résultat sous la forme matricielle équivalente suivante :
avec :
| {\displaystyle M=(\cos \varphi ){\begin{pmatrix}1&0&0\\0&1&0\\0&0&1\end{pmatrix}}+(1-\cos \varphi ){\begin{pmatrix}n_{x}^{2}&n_{x}n_{y}&n_{x}n_{z}\\n_{x}n_{y}&n_{y}^{2}&n_{y}n_{z}\\n_{x}n_{z}&n_{y}n_{z}&n_{z}^{2}\end{pmatrix}}+\ (\sin \varphi ){\begin{pmatrix}0&-n_{z}&n_{y}\\n_{z}&0&-n_{x}\\-n_{y}&n_{x}&0\end{pmatrix}}} |

### Remarques
La matrice M est appelée matrice de rotation. C'est une matrice orthogonale directe, ce qui signifie que ses colonnes forment une base orthonormée directe, ou encore que sa matrice transposée est égale à sa matrice inverse et que son déterminant vaut 1.
Inversement, étant donné une matrice de rotation quelconque, on retrouve facilement le cosinus de l'angle de rotation. En effet, la trace de la matrice (c'est-à-dire la somme de ses éléments diagonaux) est égale à {\displaystyle 1+2\cos \varphi \,}. Par ailleurs, on remarque que :
{\displaystyle M-{}^{t}M=2(\sin \varphi ){\begin{pmatrix}0&-n_{z}&n_{y}\\n_{z}&0&-n_{x}\\-n_{y}&n_{x}&0\end{pmatrix}}}
ce qui permet de retrouver rapidement l'axe et le sinus associés à la rotation.
Géométriquement, {\displaystyle M{\vec {U}}} et {\displaystyle {}^{t}M{\vec {U}}} forment les deux côtés d'un losange dont le vecteur {\displaystyle (M-{}^{t}M){\vec {U}}=2(\sin \varphi ){\vec {N}}\wedge {\vec {U}}} est la diagonale, orthogonale à l'axe de rotation. C'est le losange d'Olinde Rodrigues.

### Utilisation des quaternions
On peut également faire appel à la notion de quaternions. En effet, on peut calculer l'image {\displaystyle {\vec {V}}\,} du vecteur {\displaystyle {\vec {U}}\,} en utilisant le produit de quaternions sous la forme suivante :
| {\displaystyle (0,\ {\vec {V}})=\left(0,\ \mathbf {R} _{\left(\varphi ,{\vec {N}}\right)}({\vec {U}})\right)=(\cos {\frac {\varphi }{2}},\ \sin {\frac {\varphi }{2}}\ {\vec {N}})\cdot (0,\ {\vec {U}})\cdot (\cos {\frac {\varphi }{2}},\ -\sin {\frac {\varphi }{2}}\ {\vec {N}})} |

### Composition de deux rotations vectorielles
La composée {\displaystyle R_{2}\circ R_{1}} de deux rotations vectorielles {\displaystyle R_{1}=({\vec {N}}_{1},\varphi _{1})} et {\displaystyle R_{2}=({\vec {N}}_{2},\varphi _{2})} de l'espace de dimension 3 est une rotation vectorielle. Les caractéristiques {\displaystyle ({\vec {N}}_{3},\varphi _{3})} de celle-ci se déterminent à partir de {\displaystyle M_{3}-{}^{t}M_{3}}, où {\displaystyle M_{3}} est le produit {\displaystyle M_{2}M_{1}} des matrices de rotation initiales, ou bien à partir du produit des quaternions définissant chacune des rotations, ou bien en composant les formules de Rodrigues relatives à chaque rotation.
On trouve que :
{\displaystyle \cos({\frac {\varphi _{3}}{2}})=\cos({\frac {\varphi _{1}}{2}})\cos({\frac {\varphi _{2}}{2}})-\sin({\frac {\varphi _{1}}{2}})\sin({\frac {\varphi _{2}}{2}})({\vec {N}}_{1}\cdot {\vec {N}}_{2})}
{\displaystyle \sin({\frac {\varphi _{3}}{2}}){\vec {N}}_{3}=\cos({\frac {\varphi _{1}}{2}})\sin({\frac {\varphi _{2}}{2}}){\vec {N}}_{2}+\cos({\frac {\varphi _{2}}{2}})\sin({\frac {\varphi _{1}}{2}}){\vec {N}}_{1}+\sin({\frac {\varphi _{1}}{2}})\sin({\frac {\varphi _{2}}{2}}){\vec {N}}_{2}\wedge {\vec {N}}_{1}}

## Rotations en dimension 4
Les matrices du groupe orthogonal SO(4) peuvent de même se mettre sous forme canonique (après diagonalisation dans C) ; on montre qu'il existe deux plans vectoriels orthogonaux tels que dans une base orthonormale constituée de deux vecteurs de chaque plan, la matrice s'écrive
On voit donc que la rotation est composée de deux rotations planes, et ne possède en particulier pas de vecteur fixe (pas d'« axe ») sauf si l'un des angles α ou β est nul (dans ce cas, on peut parler, par analogie avec le cas tridimensionnel, de rotation « autour » d'un plan). Si {\displaystyle \alpha \neq \beta }, les deux plans sont uniques, et ce sont les seuls plans globalement invariants par la rotation ; dans le cas où {\displaystyle \alpha =\pm \beta } (rotations dites  isoclines), tous les plans engendrés par un vecteur et son image sont globalement invariants.

## Expression d'une rotation en algèbre géométrique
Dans une algèbre géométrique(algèbre de Clifford), on considère deux vecteurs  n et m tels que n²=1 et m²=1, et la rotation composée de la symétrie par rapport à l'hyperplan orthogonal à n, et de la symétrie par rapport à l'hyperplan orthogonal à m. Alors, on a l'expression suivante de la rotation :
{\displaystyle \quad a\to nmamn}
ce qui, en notant {\displaystyle R=nm} et en notant {\displaystyle R^{\dagger }=mn}, se réécrit 
{\displaystyle \quad a\to RaR^{\dagger }}
{\displaystyle R} s'appelle un tourneur (rotor en anglais).